# Maxime Le Marchand
Maxime Le Marchand (Saint-Malo, Ille y Vilaine, 11 de octubre de 1989) es un exfutbolista francés que jugaba en la posición de defensor.

## Trayectoria
Le Marchand se unió a las categorías inferiores del Stade Rennais a los diez años. Debido a varias lesiones, debutó en el primer equipo recién en 2009. Previamente, se había alzado con la Copa Gambardella, que consiguió con las divisiones juveniles. En 2009, firmó un contrato de tres años con el club y un mes después fue traspasado en calidad de cedido al Le Havre A. C. para conseguir más experiencia. Después de una temporada, al año siguiente el equipo decidió comprar su pase. Después de seis años en el Le Havre A. C., donde se había convertido en capitán, en junio de 2015 Le Marchand se marchó al Olympique de Niza.
El 12 de julio de 2018 el Fulham F. C. anunció su fichaje. En febrero de 2021 abandonó el club de manera temporal para jugar cedido en el Royal Antwerp F. C. lo que restaba de temporada. En agosto se acabó marchando definitivamente del equipo londinense rumbo al R. C. Estrasburgo, donde militó hasta su retirada en junio de 2023.

## Estadísticas
| Club                    | Temporada           | Liga | Liga | Copas nacionales * | Copas nacionales * | Copas internacionales ** | Copas internacionales ** | Total | Total |
| Club                    | Temporada           | PJ   | G    | PJ                 | G                  | PJ                       | G                        | PJ    | G     |
| ----------------------- | ------------------- | ---- | ---- | ------------------ | ------------------ | ------------------------ | ------------------------ | ----- | ----- |
| Le Havre A. C. Francia  | 2009-10             | 27   | 1    | 1                  | 0                  | —                        | —                        | 28    | 1     |
| Le Havre A. C. Francia  | 2010-11             | 22   | 0    | 3                  | 0                  | —                        | —                        | 25    | 0     |
| Le Havre A. C. Francia  | 2011-12             | 20   | 1    | 4                  | 0                  | —                        | —                        | 24    | 1     |
| Le Havre A. C. Francia  | 2012-13             | 28   | 0    | 5                  | 0                  | —                        | —                        | 33    | 0     |
| Le Havre A. C. Francia  | 2013-14             | 31   | 2    | 2                  | 0                  | —                        | —                        | 33    | 2     |
| Le Havre A. C. Francia  | 2014-15             | 33   | 1    | 2                  | 0                  | —                        | —                        | 35    | 1     |
| Le Havre A. C. Francia  | Total               | 161  | 5    | 17                 | 0                  | 0                        | 0                        | 178   | 5     |
| O. G. C. Niza Francia   | 2015-16             | 26   | 1    | 1                  | 0                  | —                        | —                        | 27    | 1     |
| O. G. C. Niza Francia   | 2016-17             | 10   | 0    | 2                  | 0                  | 1                        | 1                        | 13    | 1     |
| O. G. C. Niza Francia   | 2017-18             | 29   | 0    | 3                  | 0                  | 9                        | 0                        | 41    | 0     |
| O. G. C. Niza Francia   | Total               | 65   | 1    | 6                  | 0                  | 10                       | 1                        | 81    | 2     |
| Fulham F. C. Inglaterra | 2018-19             | 26   | 0    | 3                  | 0                  | —                        | —                        | 29    | 0     |
| Fulham F. C. Inglaterra | 2019-20             | 14   | 0    | 1                  | 0                  | —                        | —                        | 15    | 0     |
| Fulham F. C. Inglaterra | Total               | 40   | 0    | 4                  | 0                  | 0                        | 0                        | 44    | 0     |
| Total en su carrera     | Total en su carrera | 266  | 6    | 27                 | 0                  | 10                       | 1                        | 303   | 7     |

- (*) Copa de la Liga de Francia, Copa de Francia, FA Cup y Copa de la Liga de Inglaterra.
- (**) Liga de Campeones de la UEFA y Liga Europa de la UEFA.